# Brikama
Brikama es una de las ciudades más grandes de Gambia. Se encuentra al sur de la capital, Banjul, en la División Western. Es conocida por sus maderas talladas y sus músicos. Entre las atracciones locales se encuentra el Bosque Cultural Makatsu. Tiene una población censada en 42.480 habitantes (1993).

## Educación

### Educación primaria y secundaria
En Brikama se encuentra un gran número de instituciones educativas, entre ellas el Colegio de Gambia (The Gambia College), que forma a los docentes del país, y la Oficina Regional de Educación de la Región Occidental del país. Además, hay cuatro establecimientos secundarios (Kinderdorf Bottrop, Kunte Kinte, Maahad y la Academia Metodista) así como un gran número de escuelas primarias.

### Bibliotecas
La Biblioteca Nacional de Gambia tiene una sucursal en Brikama.